# Jenifer Benítez
Jenifer Benítez (Las Palmas de Gran Canaria, 18 d'octubre de 1988) és una esportista espanyola que competeix en salts. La seva especialitat és el trampolí de 3 metres.
El seu debut en competició internacional va arribar en l'Europeu Juvenil de Natació de 2006. Dos anys després es va classificar pel Campionat Europeu de Natació de 2008 i va representar a Espanya als Jocs Olímpics de Pequín 2008 en el trampolí de 3 metres, on va quedar última en la ronda preliminar. Al Campionat Mundial de Natació de 2011 va aconseguir la seva millor posició, un 25è lloc.
Als Jocs Olímpics de Londres 2012 va repetir la mateixa posició en la ronda preliminar del trampolí 3 metres femení, amb una actuació que es va veure llastrada per una lesió anterior. A l'any següent va participar tant en la Universiada 2013 com en el Campionat Mundial de Natació de 2013. En total ha estat nomenada millor saltadora d'Espanya en quatre ocasions.
Actualment forma part del Club Natació Salinas de Las Palmas de Gran Canaria i s'ha llicenciat en Medicina.